# Christoffer Fischer
Christoffer Fischer, född troligen i Höörs socken, var en svensk kyrkomålare verksam under 1700-talet.
Fischer var verksam i Svalövs kyrka 1746 där han utförde en målning på stora läktaren som bestod av 17 speglar med en målning i var spegel samt en ros på alla stolsdörrar. Han målade läktaren och stolraderna i Holmby kyrka 1748 och apostlabilderna i Ask kyrka 1749. Under 1751 målade han altartavla, predikstol, dopfunt, präst och klockarstolarna samt bänkarna i Munkarps kyrka. I Kärrstorps kyrka målade han 1753 lövverk i vapenhusdörrarnas speglar och 1754 målade han loftet i Skartofta kyrka där han bland annat målade en stor rundel med aposteln Paulus liggande på knä. 